# Papyrus Oxyrhynchus 5575
Papyrus Oxyrhynchus 5575 (P. Oxy. 5575) ist eine frühe griechische Abschrift verschiedener Jesus-Logien. Es handelt sich dabei um ein Fragment eines synkretistischen Papyrusmanuskripts mit Teilen des apokryphen Thomasevangeliums (63,3 & 27), des Lukasevangeliums (Lk 12,22b ) und einem Logion aus der Bergpredigt, welches eine synoptische Harmonisierung aus einem Vers des Matthäusevangeliums (Mt 6,26 ) und dessen paralleler Überlieferung im Lukasevangelium (Lukas 12,24 ) zu sein scheint. Die Handschrift gehört zu den Oxyrhynchus-Papyri und wurde im August 2023 von der Egypt Exploration Society offiziell veröffentlicht (The Oxyrhynchus Papyri vol. LXXXVII). Das Fragment wird vom The Center for the Study of New Testament Manuscripts paläographisch auf das späte 2. oder frühe 3. Jahrhundert datiert. Damit ist das Manuskript der bisher älteste bekannte Textzeuge für das Thomasevangelium und die Bergpredigt.

## Beschreibung
Bei der Handschrift handelt es sich um eine zweiseitig beschriebene Papyrusseite in Scriptio continua. Wegen der fragmentarischen Erhaltung sind nur Thomas 63,3; Lk 12,22b, Tho 27 & Mt 6,26 (o. Lk 12,24) auf einem etwa 3,3 × 9,1 cm großen Stück zu identifizieren. Die Jesusworte der synoptischen Evangelien und die des Thomasevangeliums sind nicht separat unterteilt, sondern folgen einer gemischten Reihenfolge:
- Thomas 63,3
- Lk 12,22b
- Thomas 27
- Mt 6,26 o. Lk 12,24

## Text und Rekonstruktion
Wegen fragmentarischer Erhaltung lässt sich der Text nicht vollkommen rekonstruieren, sodass Teile unsicher bleiben.
Der gesicherte Text verwendet keine Nomina sacra.
P. Oxy. 5575 und P. Oxy. 4009 sind möglicherweise beides Fragmente ein und derselben Handschrift oder desselben Schreibers. Dementsprechend ließe sich P. Oxy. 5575 dann (wie schon P. Oxy. 4009) auf das 2. Jahrhundert datieren.

### Der Text desrecto

#### Zeile 1a
Das erste Wort der ersten Zeile des recto scheint mit großer Wahrscheinlichkeit das letzte Wort aus dem vorletzten Satz von Thomas 63,3 zu bezeugen: „[ἀπέ]θανε“. Die Übereinstimmung ist stark. Jedoch bleibt es bei diesem Wortteil als einzigen Referenzpunkt zu diesem Vers. Außerdem würde es sich um eine kürzere Version des Logions handeln, da der letzte Satz fehlt.

#### Zeile 1b–4
Das darauffolgende Wort „ὑμ[...]“ folgt nach einem verhältnismäßig längeren Wortzwischenraum und leitet wohl ein weiteres Logion ein. Dabei kann es sich aber auch nicht um Thomas 63,4 handeln, da dieser Vers mit dem Artikel „ὁ“ beginnen müsste. Da es sich aber in den folgenden Zeilen (2–4) um Jesusworte mit einer hohen textuellen Nähe zu Mt 6,25a und Lk 12,22b handelt und diese beiden Fassungen im Neuen Testament auf eine rhetorische Einleitung folgen („διὰ τοῦτο λέγω ὑμῖν“) und diese ein mit „ὑμ“ beginnendes Wort umfassen, ist es möglich, dass es sich hier um eine verkürzte Form der lukanischen Einleitung handelt, und zwar (weil der Satz mit „ὑμ“ anfangen muss) nach der invertierten Fassung des Mehrheitstextes ({\displaystyle {\mathfrak {M}}}), darunter als ältester Textzeuge Codex Alexandrinus (5. Jhd. n. Chr.) und die Handschriften K, Q, W, Γ, Δ, Θ, Ψ, 070, 565, 700, 892:
Lk 12,22b ({\displaystyle {\mathfrak {M}}}) {διὰ τοῦτο} ὑμ[ῖν λέγω μὴ μεριμνᾶτε τῇ ψυχῇ ὑμῶν, τί φάγητε, μηδὲ τῷ σώματι, τί ἐνδύσησθε.]
Diese Kürzung wäre hier auch notwendig, da das Logion hier isoliert eingebettet ist und die Worte „wegen diesem“ (διὰ τοῦτο) die Abhängigkeit von einem vorausgehenden Kontext implizieren, dieser hier aber nicht gegeben ist.
Die Zeilen 2–4 des recto sind zweifelsfrei synoptisch. Jedoch stimmt diese teils mit einem Evangelium überein und weicht vom anderen ab und teils andersherum:
Mt 6,25a (NA28) [Διὰ τοῦτο λέγω ὑμῖν· μὴ μ]εριμνᾶτ[ε τῇ ψυχῇ ὑμ]ῶν τί φάγητ[ε ⸂ἢ τί πίητε⸃, μηδὲ τῷ] σώματι {τί} [ὑμῶν τί ἐνδύσησθε.]| ⸂ἢ τί πίητε {\displaystyle {\mathfrak {M}}}
Lk 12,22b (NA28) [διὰ τοῦτο λέγω ὑμῖν· μὴ μ]εριμνᾶτ[ε τῇ ψυχῇ] {...ῶν} τί φάγητ[ε, μηδὲ τῷ] σώματι τί [ἐνδύσησθε.]
Doch wahrscheinlich handelt es sich um eine Bezeugung der lukanischen Fassung, wie sie im Mehrheitstext, aber auch Papyrus 45 (3. Jhd. n. Chr.) bezeugt wird, da es nur im Vergleich mit dieser Bezeugung keine expliziten Diskrepanzen gibt:
Lk 12,22b ({\displaystyle {\mathfrak {P}}}45 & {\displaystyle {\mathfrak {M}}}) [δια τουτο υμιν λεγω(?)] μη μεριμνατε τηι ψυχηι υμων τι φαγη[τε·] μηδε τωι [σωματι] τι ενδυσησθε·
Unter der Annahme, es handle sich in Zeile 1 tatsächlich um einen gekürzten Beginn von Lk 12,22b ließe sich der Text für P. Oxy 5575 folgendermaßen rekonstruieren:
P. Oxy 5575* (recto, Z. 1b–4) ὑμ[ῖν λέγω· μὴ μ]εριμνᾶτ[ε τῇ ψυχῇ ὑμ]ῶν, τί φάγητ[ε, μηδὲ τῷ] σώματι, τί [ἐνδύσησθε.]
Übersetzung: „Euch sage ich: Sorgt euch nicht um eure Seelen, was ihr essen sollt, noch um den Leib, was ihr anziehen sollt.“
Bis auf die redaktionelle Kürzung um die Worte „διὰ τοῦτο“ wäre das Logion von P. Oxy. 5575 also identisch mit Lk 12,22b in {\displaystyle {\mathfrak {P}}}45 und {\displaystyle {\mathfrak {M}}}.

#### Zeile 5–10
Die Zeilen 5–10 des recto zeigen eine textuelle Nähe zum Logion 27 aus dem Thomasevangelium, wie es in der Papyrushandschrift P. Oxy. 1 (verso, Z. 4–8) aus dem 3. Jhd. n. Chr. bezeugt wird:
| Zeile (5575) | 5575 (recto, Z. 5–10)    | 1 (verso, Z. 4–8)                        |
| ------------ | ------------------------ | ---------------------------------------- |
| 5            | [...]γω γάρ υμει[...]    | {λέγει Ἰησοῦς·}                          |
| 6            | [...]ηστεύσητε τ[...]    | [ἐάν μὴ ν]ηστεύσ{ηται} τ[ὸν]             |
| 7            | [...] μὴ εὕρησετ[...]    | [κοσμόν, οὐ] μὴ εὕρη{ται}                |
| 8            | [...]αν καὶ ἐὰν μ[...]   | [τὴν βασιλεί]αν {τοῦ Θεοῦ·} καὶ ἐάν μ[ὴ] |
| 9            | [...]ητε τὸν κ[?]σμ[...] | [σαββατίσ]ητε {τὸ σάββατον}              |
| 10           | [...]ετε τὸν πατ[...]    | [οὐκ] {ὄψεσθε} τὸν πατ[έρα.]             |

Die einleitenden Worte in Z. 5 sind ganz ausgetauscht: Statt der Lesart von P. Oxy. 1 „λέγει Ἰησοῦς“ liest P. Oxy. 5575 „[λέ]γω γάρ υμει[ν]“. Fast alle Verben sind unterschiedlich konjugiert; Numerus und Tempus sind anders. Das Genitivattribut „τοῦ Θεοῦ“ findet sich nur in P. Oxy. 1, entfällt aber in P. Oxy. 5575 in Z. 8. Und das in P. Oxy. 1 bezeugte Akkusativobjekt „τὸ σάββατον“ wird in P. Oxy. 5575 in Z. 9 durch „τὸν κ[ο]σμ[όν]“ ersetzt. Das letzte Prädikat in P. Oxy. 5575 „[...]ετε“ (Z. 10) kann wegen seiner Endung nicht wie in P. Oxy. 1 von „ὄψειω“ stammen (ὄψεσθε), da es sonst „ὄψητε“ heißen müsste. Der ursprüngliche Stamm des Verbs ist jedoch wegen fragmentarischer Erhaltung nicht mehr greifbar. Eine kontextuell plausible und grammatikalisch korrekte (aber dennoch spekulative) Rekonstruktion wäre „[εὕρησ]ετε“; demnach wäre das verwendete Verb „ἑυρίσκω“ und die Lesart identisch zum „εὕρησετ[ε]“ aus Z. 7. Die Formulierung „πατ[έρα]“ in Z. 10 ist kein Nomen sarcum und lässt vermuten, dass die Handschrift keine Nomina sacra verwendet.
Der Text lässt sich für P. Oxy 5575 folgendermaßen rekonstruieren:
P. Oxy 5575* (recto, Z. 5–10) [λέ]γω γάρ υμει[ν· ἐάν μὴ ν]ηστεύσητε τ[ὸν κοσμόν, οὐ] μὴ εὕρησετ[ε τὴν βασιλεί]αν καὶ ἐὰν μ[ὴ σαββατίσ]ητε τὸν κ[ο]σμ[όν οὐκ εὕρησ(?)]ετε τὸν πατ[έρα.]
Aus den Diskrepanzen der beiden Manuskripte und einer nachweislichen Redaktion im vorherigen Logion (recto, Z. 1b–4) lässt sich erschließen, dass es sich auch bei diesem Logion in P. Oxy. 5575 um eine redaktionelle Überarbeitung handelt; in diesem Fall von Tho 27.

#### Zeile 11–14
Das Logion der Zeilen 11–14 des recto scheint eine hybridische Form von Mt 6,26 und Lk 12,24 zu sein, da es mit beiden sowohl Übereinstimmungen als auch Abweichungen hat. Harmonisierungen synoptischer Texte finden sich schon im 2. Jhd. bei den Apostolischen Vätern und Justin dem Märtyrer und sind damit nicht ungewöhnlich. Wegen der fragmentarischen Erhaltung der Handschrift ist dies jedoch nicht ausführlich erforschbar.
| Zeile (5575) | 5575 (recto, Z. 11–14) | Mt 6,26 (NA28) | Lk 12,24 (NA28) |
| ------------ | ---------------------- | --- | --- |
| 11           | [...] ὄρνεα π[...]     | ἐμβλέψατε εἰς τὰ πετεινὰ τοῦ οὐρανοῦ ὅτι οὐ σπείρουσιν οὐδὲ θερίζουσιν οὐδὲ συνάγουσιν εἰς ἀποθήκας, καὶ ὁ πατὴρ ὑμῶν ὁ οὐράνιος τρέφει αὐτά· οὐχ ὑμεῖς μᾶλλον διαφέρετε αὐτῶν; | κατανοήσατε τοὺς κόρακας ὅτι οὐ σπείρουσιν οὐδὲ θερίζουσιν, οἷς οὐκ ἔστιν ταμεῖον οὐδὲ ἀποθήκη, καὶ ὁ θεὸς τρέφει αὐτούς· πόσῳ μᾶλλον ὑμεῖς διαφέρετε τῶν πετεινῶν. |
| 12           | [...]α καὶ ὁ πατ[...]  | ἐμβλέψατε εἰς τὰ πετεινὰ τοῦ οὐρανοῦ ὅτι οὐ σπείρουσιν οὐδὲ θερίζουσιν οὐδὲ συνάγουσιν εἰς ἀποθήκας, καὶ ὁ πατὴρ ὑμῶν ὁ οὐράνιος τρέφει αὐτά· οὐχ ὑμεῖς μᾶλλον διαφέρετε αὐτῶν; | κατανοήσατε τοὺς κόρακας ὅτι οὐ σπείρουσιν οὐδὲ θερίζουσιν, οἷς οὐκ ἔστιν ταμεῖον οὐδὲ ἀποθήκη, καὶ ὁ θεὸς τρέφει αὐτούς· πόσῳ μᾶλλον ὑμεῖς διαφέρετε τῶν πετεινῶν. |
| 13           | [...] οὐράνιος τ[...]  | ἐμβλέψατε εἰς τὰ πετεινὰ τοῦ οὐρανοῦ ὅτι οὐ σπείρουσιν οὐδὲ θερίζουσιν οὐδὲ συνάγουσιν εἰς ἀποθήκας, καὶ ὁ πατὴρ ὑμῶν ὁ οὐράνιος τρέφει αὐτά· οὐχ ὑμεῖς μᾶλλον διαφέρετε αὐτῶν; | κατανοήσατε τοὺς κόρακας ὅτι οὐ σπείρουσιν οὐδὲ θερίζουσιν, οἷς οὐκ ἔστιν ταμεῖον οὐδὲ ἀποθήκη, καὶ ὁ θεὸς τρέφει αὐτούς· πόσῳ μᾶλλον ὑμεῖς διαφέρετε τῶν πετεινῶν. |
| 14           | [...]μεῖς [...]        | ἐμβλέψατε εἰς τὰ πετεινὰ τοῦ οὐρανοῦ ὅτι οὐ σπείρουσιν οὐδὲ θερίζουσιν οὐδὲ συνάγουσιν εἰς ἀποθήκας, καὶ ὁ πατὴρ ὑμῶν ὁ οὐράνιος τρέφει αὐτά· οὐχ ὑμεῖς μᾶλλον διαφέρετε αὐτῶν; | κατανοήσατε τοὺς κόρακας ὅτι οὐ σπείρουσιν οὐδὲ θερίζουσιν, οἷς οὐκ ἔστιν ταμεῖον οὐδὲ ἀποθήκη, καὶ ὁ θεὸς τρέφει αὐτούς· πόσῳ μᾶλλον ὑμεῖς διαφέρετε τῶν πετεινῶν. |

In Z.11 entspricht P. Oxy. 5575 weder Matthäus (πετεινὰ) noch Lukas (κόρακας), sondern bezeugt eine Sonderlesart (ὄρνεα). In Z. 12 entsprechend der matthäischen Fassung liest die Handschrift „καὶ ὁ πατ[ὴρ]“ und nicht wie bei Lukas „καὶ ὁ θεὸς“. Auch in Z. 13 stimmt das Manuskript mit Matthäus überein: „[ὁ] οὐράνιος τ[ρέφει]“.